# Bảo Thắng (Lào Cai)
Bảo Thắng is een district in de provincie Lào Cai (provincie) een van de provincies in het noorden van Vietnam. Het district is onderverdeeld in verschillende administratieve eenheden.

## Administratieve eenheden
- Thị trấn Phố Lu
- Thị trấn Tằng Loỏng
- Thị trấn nông trường Phong Hải
- Xã Bản Cầm
- Xã Bản Phiệt
- Xã Gia Phú
- Xã Phố Lu
- Xã Phong Niên
- Xã Phú Nhuận
- Xã Sơn Hà
- Xã Sơn Hải
- Xã Thái Niên
- Xã Trì Quang
- Xã Xuân Giao
- Xã Xuân Quang